# Gerrit Schimmelpenninck
Gerrit, conde de Schimmelpenninck (Ámsterdam, 25 de febrero de 1794 - Arnhem, 4 de octubre de 1863) fue un hombre de negocios y estadista, primer ministro de los Países Bajos. Era hijo del gran pensionario Rutger Jan Schimmelpenninck y miembro de la Iglesia Reformada de Holanda (Nederlands Hervormde kerk).
Entre otros cargos, fue jefe de la Nederlandsche Handel-maatschappij (Sociedad holandesa de comercio), convirtiéndose en jefe de misión en San Petersburgo y posteriormente en Londres
La principal razón del rey Guillermo II para traer de vuelta a a Schimmelpenninck a los Países Bajos era mantener alejando a Thorbecke del Consejo de Ministros. En marzo de 1848 fue nombrado presidente del consejo de ministros, teniendo las carteras de Asuntos Exteriores y Finanzas. Su propuesta de crear una constitución basada en el modelo británico, que implicaría que el Senado no podría ser disuelto por el Rey, fue rechazada por los demás ministros. Presentó su dimisión el 14 de mayo de 1848.
- Datos: Q682310
- Multimedia: Gerrit Schimmelpenninck (1794-1863) / Q682310